# Раб-Каценштајн Kl.1
Раб-Каценштајн Kl.1 (ласта)  (нем. Raab-Katzenstein Kl.1 Schwalbe) је немачки једномоторни, двоседи, двокрилни авион, који се користио као школски и акробатски авион, између два светска рата.

## Пројектовање и развој
Авион Раб-Каценштајн Kl.1 су пројектовала два инжењера инж. Паул Ј. Хал и инж. Ерих фон Кнупфер. Дана 16. јануара 1926. године авион Раб-Каценштајн Kl.1 је направио први пробни лет. За управљачем авиона је био лично А. Раб сувласник фабрике авиона. Авион се показао добрим и већ марта месеца исте године стигла је прва поруџбина.

## Технички опис
Авион је био двокрилац са једним мотором, дрвеном двокраком елисом, са два члана посаде. Авион је био најчешће опремљен ваздухом хлађеним радијалним мотором Halske Sh 11 снаге 100 KS. Носећа конструкција трупа авиона је била потпуно направљена од аутогено заварених челичних цеви а оплата од импрегнираног платна. Попречни пресек трупа је био правоугаони. Носећа конструкција крила је од дрвета са две рамењаче обложен платном. Крилца за управљање авионом су се налазила и на горњим и доњим крилима. Крилца за управљање су била међусобно повезана крутом полугом. Крила су између себе била повезана са једним паром металних упорница у облку ћириличног слова И. Оба крила су имала облик једнакокраког трапеза са полукружним завршетком, стим што је горње крило имало већи размах и било је померено према кљуну авиона у односу на доње. Стајни трап је био фиксан потпуно направљен од металних профила са точковима великог пречника и високо притисним гумама. Испод репа се налазила еластична дрвена дрљача.

### Варијанте авиона Раб-Каценштајн Kl.1
- Kl 1a - Основни модел са мотором Siemens Halske Sh 11 снаге 100 KS.
- Kl 1b - Унапређена верзија, основног модела са мотором Siemens Halske Sh 12 снаге 110 KS.
- Kl 1c - модел са мотором Siemens Halske Sh 12 или мотором Анзани.
- Kl 1d, 1e, 1f, 1g - ове верзије авиона су остале само на пројекту

## Земље које су користиле авион Раб-Каценштајн Kl.1
| - Аустрија - Грчка - Француска - Естонија | - Пољска - Краљевина Југославија - Нацистичка Немачка - Швајцарска |

## Оперативно коришћење
Произведено је преко 50 примерака авиона Раб-Каценштајн Kl.1 свих типова у матичној фирми у Немачкој. Када је Антонијус Раб као Јевреј морао да напусти Немачку он је организовао производњу овог авиона у иностранств тако да је у Аустрији, Естонији и Грчкој произведено око 20 авиона овог типа. Захваљући добрим акробатским карактеристикама овај авион су најчешће користили "Ваздушни циркуси" за извођење својих вратоломија и увесељавали публику на аеромитинзима. Поред тога Kl.1 је коришћен за почетну и акробатску обуку пилота.

### Авион Раб-Каценштајн Kl.1 у Југославији
Октобра месеца 1929. године немачка фабрика авиона Раб-Каценштајн (скраћено Ра-Ка) је организовала промотивну посету својих авиона Краљевини Југославији. У екипи су била 4 авиона а предводио их је А. Раб сувласник фирме Ра-Ка. Од ова четири авиона три су била производ фирма Ра-Ка, Kl.1 Швалбе (ласта), RK.2 Пеликан, и RK.9a Грасмике а четврти авион је био Дитрих лични авион господина А. Раба.
Авион Kl.1 Швалбе (ласта) немачких регистарских ознака D-974, власништво фабрке Раб-Каценштајн је пао у близини Марибора 17. новембра 1929. године при извођењу демонстрационог лета и при паду авион је потпуно уништен, при чему су погинули фабрички пилот Х. Милер и секретар ОО АК Марибор госп. И. Шестан. Ово је била прва катастрофа једног цивилног авиона у Краљевини Југославији.
У октобру месецу 1932. године, Аероклуб Краљевине Југославије купио је један спортски авион двосед, двокрилац мешовите конструкције типа Раб-Каценштајн Kl.1 са мотором Siemens Halske Sh 12 снаге 110 KS. Аероклуб је набавио овај авион за обуку пилота и извођење акробација на аеромитинзима у циљу популаризације ваздухопловства.
По доласку у Југославију авион је 27. новембра 1932. године регистрован домаћим ознакама UN-PBG, да би на крају 1933. године при пререгистрацији добио ознаку YU-PBG. Овај авион је једно време био на коришћењу у Обласном одбору Удружења Резервних Авијатичара Загреба (ОО УРА) па је после извесног времена уступљен ОО АК Краљево који је надокнадио финансијске губирке загребачком ОО УРА. Авион је уништен у несрећи 19. септембра 1939. године.